# Diffusionspotential
Unter einem Diffusionspotential {\displaystyle \Delta \varphi _{\mathrm {Diff} }} versteht man die Differenz des elektrischen Potentials, die an der Phasengrenze zwischen zwei unterschiedlichen Elektrolytlösungen infolge der ungleichen Verteilung von Elektrolyten auftritt. Unterschiede der Lösungen können dabei bestehen:
- hinsichtlich der chemischen Natur des Elektrolyts bzw. Ions
- in der Konzentration eines bestimmten Ions (Konzentrationsgefälle).

Je höher das Diffusionspotential, desto höher das Bestreben der beiden Lösungen, ihren Potentialunterschied durch Diffusion zu reduzieren.
Die Phasengrenze kann hergestellt werde durch eine Membran, eine Fritte oder als Grenze zwischen überlagerten Schichten verschiedener Dichte.

## Auftreten
Diffusionspotentiale treten z. B. in Galvanischen Zellen auf, so beim Gravity-Daniell-Element, wo sie sich beschreiben lassen als Differenz der Galvani-Spannungen der beiden dichtegeschichtet separierten Sulfatlösungen – einerseits von Zink in Zinksulfat (ZnSO4) und andererseits von Kupfer in Kupfersulfat (CuSO4).
Diffusionspotentiale treten darüber hinaus auch bei allen lebenden Zellen auf, so etwa als Diffusionspotential für Kalium-Ionen (K+), deren ungleiche Verteilung zwischen Zellinnerem und äußerer Umgebung eine Spannungsdifferenz an der Zellmembran aufbaut, die für ihr Membranpotential wesentlich ist.

## Minimierung in Messanordnungen
Diffusionspotentiale können Messungen mit elektrochemischen Sensoren (ionenselektive Elektroden wie z. B. pH-Einstabmesskette) oder von Gleichgewichtspotentialen galvanischer Elemente stören. Zur Minimierung dieses Einflusses verwendet man geeignete Salzbrücken, die zumeist mit konzentrierter Kaliumchloridlösung gefüllt sind.

## Beispiele zur Größe
Zwischen einer 0,1-molaren Salzsäure und einer 0,1-molaren Kaliumchloridlösung tritt ein Diffusionspotential von 28,52 mV auf; dieser relativ hohe Wert kann mit der hohen Beweglichkeit der Protonen erklärt werden.
Das Diffusionspotential zwischen unterschiedlichen Salzsäurekonzentrationen ist bei 1 M HCl und 11,5 M HCl: 85,3 mV.
Die Diffusionspotentiale in galvanischen Zellen wie dem oben erwähnten Daniell-Element liegen deutlich darunter, da die Konzentrationsunterschiede nur klein sind und die Beweglichkeiten, in diesem Fall die von Kupfer- und Zinkionen, näher beieinander liegen.

## Theorie und Berechnung
Bei bekannten Aktivitäten {\displaystyle a_{i}} aller Ionen ist das Diffusionspotential gegeben durch die Gleichung:
{\displaystyle \Delta \varphi _{\mathrm {Diff} }=-{\frac {R}{F}}\cdot T\cdot \sum _{i=1}\int \limits _{a_{i}(\mathrm {I} )}^{a_{i}(\mathrm {II} )}{\frac {t_{i}}{z_{i}}}\;\mathrm {d} \ln(a_{i})}
mit
- der absoluten Temperatur T
- den Überführungszahlen {\displaystyle t_{i}}
- den Ladungszahlen {\displaystyle z_{i}}
- dem natürlichen Logarithmus {\displaystyle \ln }.

Die Naturkonstanten sind
- die Gaskonstante R
- die Faraday-Konstante F;

für den Faktor {\displaystyle {\frac {R}{F}}\cdot T} siehe Elektrodensteigung.
Im einfachsten Fall, wenn 
- das Diffusionspotential nur aufgrund von Konzentrationsunterschieden zustande kommt, weil auf beiden Seiten die gleichen Komponenten enthalten sind, und
- es sich um binäre Elektrolyte handelt und
- man mit Konzentrationen {\displaystyle c} statt mit Aktivitäten rechnen kann,

gilt die einfache Gleichung:
{\displaystyle \Delta \varphi _{\mathrm {Diff} }=-{\frac {RT}{F}}\cdot \left({\frac {t_{+}}{z_{+}}}-{\frac {t_{-}}{z_{-}}}\right)\cdot \ln \left({\frac {c_{2}}{c_{1}}}\right)}.